# Alberto van Klaveren
Albert Leo van Klaveren Stork (Amsterdã, Países Baixos, 27 de outubro de 1948), comumente conhecido como Alberto van Klaveren, é um cientista político, advogado e diplomata chileno de ascendência judaico-neerlandesa. Desde 10 de março de 2023, ele atua como Ministro das Relações Exteriores do Chile no governo do presidente Gabriel Boric.
Entre 2006 e 2009, atuou como Subsecretário de Relações Exteriores durante o governo de Michelle Bachelet. Também atuou como agente do Estado chileno perante a Corte Internacional de Justiça em relação ao processo movido contra o país pelo Peru.

## Biografia

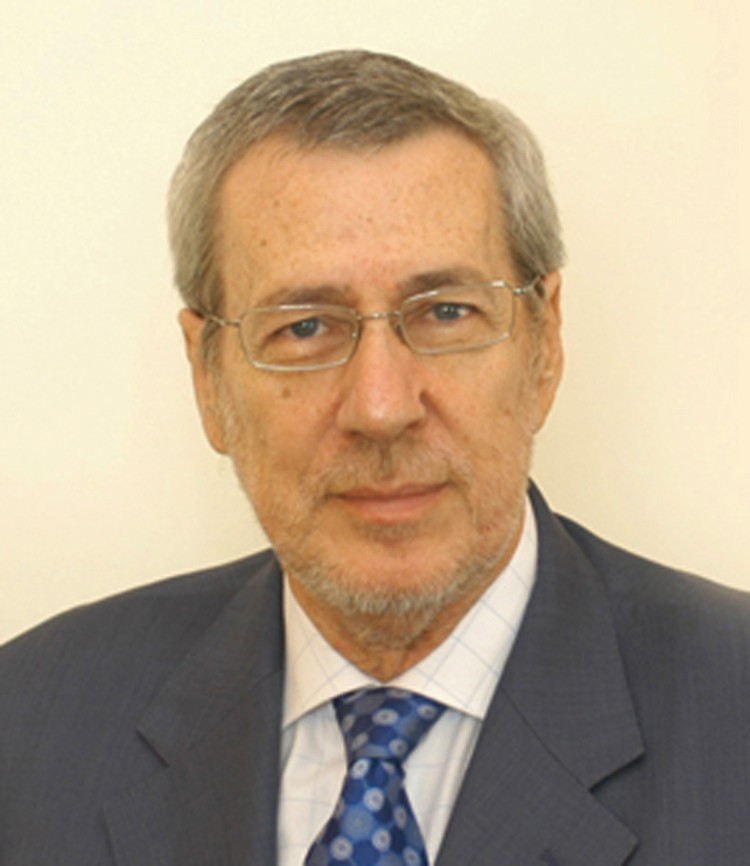
Fotografia oficial de Van Klaveren como Subsecretário de Relações Exteriores em 2006.

Nasceu em Amsterdã, filho de pais judeus que sobreviveram à perseguição nazista durante a Segunda Guerra Mundial. Aos dois anos de idade, chegou ao Chile. Ele ainda tem parentes nos Países Baixos e fala holandês perfeitamente.
É advogado, formado em ciências jurídicas e sociais pela Universidade do Chile, mestre em relações internacionais pela Universidade do Colorado em Denver, Estados Unidos e doutor em ciências políticas pela Universidade de Leiden, Países Baixos. Ele também possui um doutorado honorário pela Pontifícia Universidade Católica de Valparaíso e é acadêmico do Departamento de Direito Internacional da Faculdade de Direito da Universidade do Chile.
Desde 2008, liderou a equipe jurídica que defendeu os direitos do Chile na disputa de delimitação marítima entre Chile e Peru perante a Corte Internacional de Justiça. Trabalhou ao lado da diretora de Fronteiras, María Teresa Infante Caffi, e do então embaixador chileno em Haia, Juan Martabit.
Ele também atuou como advogado representando o Estado chileno em Londres no caso Pinochet. Nessa função, segundo a revista Qué pasa, viajou a Haia em 1999 para analisar o escopo de um possível processo que lhe permitiria retornar ao país.

## Cargos diplomáticos
Entre 2006 e 2009, atuou como Subsecretário de Relações Exteriores. Anteriormente, desde 2001, atuou como embaixador na Bélgica, Luxemburgo e União Europeia. Van Klaveren também atuou como Diretor de Planejamento no Ministério das Relações Exteriores do Chile entre 1996 e 2001. Durante o caso Pinochet, atuou como advogado do Chile em Londres.
Também teve uma distinta carreira acadêmica, atuando como diretor do Instituto de Estudos Internacionais da Universidade do Chile e como professor no Instituto Universitário Ortega y Gasset, em Madrid, Espanha. Van Klaveren também foi diretor acadêmico da Associação de Investigação e Especialização sobre Temas Ibero-Americanos (AIETI), da Espanha.
Também atuou como consultor sênior em um projeto do Programa das Nações Unidas para o Desenvolvimento (PNUD) e como diretor adjunto do Instituto de Relações Europa-América Latina (IRELA), em Madrid.